# Microgale brevicaudata
Espèce
Répartition géographique
Statut de conservation UICN

 LC  : Préoccupation mineure
Microgale brevicaudata, est une espèce de petit mammifère insectivore de la famille des Tenrecidae. C'est un animal endémique de Madagascar.